# Nombre et supernombre de Poulet
« Supernombre de Poulet » redirige ici. Pour les supernombres en théorie des anneaux et physique mathématique, voir Nombre de Grassmann.
En arithmétique, un test de primalité courant pour un nombre impair {\displaystyle n} consiste à tester si {\displaystyle n} divise 2n – 2 : dans le cas contraire, en vertu de la contraposée du petit théorème de Fermat, on conclut que {\displaystyle n} n'est pas premier. Cependant il existe des nombres composés qui passent ce test avec succès : on les appelle nombres de Poulet, en l'honneur de Paul Poulet qui en a listé en 1926, ou nombres de Sarrus[réf. nécessaire], car F. Sarrus découvrit certains de ces nombres (comme 341) en 1819.
- Un nombre composé n est donc un nombre de Poulet si n divise 2n – 2, autrement dit si c'est un nombre faiblement pseudo-premier en base 2.
- Un supernombre de Poulet est un nombre composé dont tous les diviseurs composés sont des nombres de Poulet (ces diviseurs sont alors aussi des supernombres de Poulet), ou encore : un nombre composé dont chaque diviseur d divise 2d – 2.

## Exemples
L'entier 341 est un supernombre de Poulet car 210 – 1 divisible par 341 = 11 × 31 donc 210k – 1 l'est aussi (pour tout entier positif k) et 210k+1 – 2 = 2 × (210k – 1) l'est également, en particulier :
- 211 – 2 est divisible par 11 ;
- 231 – 2 est divisible par 31 ;
- 2341 – 2 est divisible par 341.

Les nombres de Poulet semi-premiers étant des supernombres de Poulet, il suffisait en fait de vérifier le troisième point.

### Premiers nombres et supernombres de Poulet
Les premiers nombres et supernombres de Poulet et leur décomposition sont présentés dans les tables qui suivent :
| Nombre | Décomposition |
| ------ | ------------- |
| 341    | 11 × 31       |
| 561    | 3 × 11 × 17   |
| 645    | 3 × 5 × 43    |
| 1105   | 5 × 13 × 17   |
| 1387   | 19 × 73       |
| 1729   | 7 × 13 × 19   |
| 1905   | 3 × 5 × 127   |
| 2047   | 23 × 89       |
| 2465   | 5 × 17 × 29   |
| 2701   | 37 × 73       |
| 2821   | 7 × 13 × 31   |

| Nombre | Décomposition |
| ------ | ------------- |
| 341    | 11 × 31       |
| 1387   | 19 × 73       |
| 2047   | 23 × 89       |
| 2701   | 37 × 73       |
| 3277   | 29 × 113      |
| 4033   | 37 × 109      |
| 4369   | 17 × 257      |
| 4681   | 31 × 151      |
| 5461   | 43 × 127      |
| 7957   | 73 × 109      |
| 8321   | 53 × 157      |

| Nombre    | Décomposition          |
| --------- | ---------------------- |
| 161038    | 2 × 73 × 1103          |
| 215326    | 2 × 23 × 31 × 151      |
| 2568226   | 2 × 23 × 31 × 1801     |
| 3020626   | 2 × 7 × 359 × 601      |
| 7866046   | 2 × 23 × 271 × 631     |
| 9115426   | 2 × 31 × 233 × 631     |
| 49699666  | 2 × 311 × 79903        |
| 143742226 | 2 × 23 × 31 × 100801   |
| 161292286 | 2 × 127 × 199 × 3191   |
| 196116194 | 2 × 127 × 599 × 1289   |
| 209665666 | 2 × 7 × 89 × 197 × 881 |

On peut remarquer que les supernombres de Poulet présentés ici sont tous semi-premiers.

## Nombres de Pouletsemi-premiers
Tout nombre de Poulet semi-premier pq (où p et q sont deux nombres premiers, non nécessairement distincts) est  un supernombre de Poulet.
En effet, d'après le petit théorème de Fermat, les conditions supplémentaires 2p ≡ 2 mod p et 2q ≡ 2 mod q sont automatiquement satisfaites.
Par ailleurs, si p et q sont deux nombres premiers distincts, pq est un (super)nombre de Poulet si et seulement si p divise 2q – 2 et q divise 2p – 2.
Un nombre semi-premier de la forme p2 est un (super)nombre de Poulet si et seulement si p est un nombre premier de Wieferich (on n'en connaît que deux : p = 1 093 et p = 3 511).

## (Super)nombres de Poulet à plus de deux facteurs premiers
On peut construire des nombres et des supernombres de Poulet à plus de deux facteurs premiers de la façon suivante : 

Soient n1, n2, … , nk premiers entre eux, avec k ≥ 3. Si tous les ni et tous les ninj pour i ≠ j sont des nombres de Poulet ou premiers, alors n1n2…nk est un nombre de Poulet (donc de même en remplaçant « nombre(s) de Poulet » par « supernombre(s) de Poulet »).

Par exemple, il est facile de lire dans le tableau ci-dessus que les nombres premiers 37, 73 et 109 conviennent. Leur produit : 294409 = 37×73×109 est un supernombre de Poulet.

### Sept, huit facteurs premiers, et plus encore
Les familles de nombres premiers qui suivent permettent d'obtenir des nombres de Poulet avec jusqu'à sept facteurs premiers distincts :
- 103, 307, 2143, 2857, 6529, 11119, 131071
- 709, 2833, 3541, 12037, 31153, 174877, 184081
- 1861, 5581, 11161, 26041, 37201, 87421, 102301   (*)
- 6421, 12841, 51361, 57781, 115561, 192601, 205441

Ces familles ci permettent d'aller jusqu'à huit facteurs premiers distincts :
- 1861, 5581, 11161, 26041, 37201, 87421, 102301, 316201   (*)
- 2383, 6353, 13499, 50023, 53993, 202471, 321571, 476401
- 2053, 8209, 16417, 57457, 246241, 262657, 279073, 525313
- 1801, 8101, 54001, 63901, 100801, 115201, 617401, 695701

Notez la parenté entre les deux lignes marquées (*) ci-dessus ! Cette liste de nombres premiers peut en fait être poursuivie jusqu'à vingt-deux nombres premiers distincts :
- 1861, 5581, 11161, 26041, 37201, 87421, 102301, 316201, 4242661, 52597081, 364831561, 2903110321, 8973817381, 11292210661, 76712902561, 103410510721501, 29126056043168521, 3843336736934094661, 24865899693834809641, 57805828745692758010628581, 9767813704995838737083111101, 934679543354395459765322784642019625339542212601

### Facteurs carrés
Il existe aussi des supernombres de Poulet qui ont des facteurs carrés, comme 1 0932 × 4 733.

## Nombres de Poulet pairs
On connaît des nombres de Poulet pairs ; le plus petit d'entre eux, 161038 = 2 × 73 × 1103, a été découvert par Derrick Lehmer en 1950.
Il est par ailleurs assez facile de démontrer qu'il n'y a pas de supernombres de Poulet pairs. En effet, un tel nombre admettrait un diviseur composé de la forme {\displaystyle 2p} avec {\displaystyle p} premier, qui serait un nombre de Poulet. Or
Si c'est un nombre de Poulet, il est divisible par {\displaystyle 2p} : on en déduit que 
{\displaystyle p} divise {\displaystyle (2^{p}-2)(2^{p-1}+1)+1.}
Or, d'après le petit théorème de Fermat, {\displaystyle p} divise {\displaystyle (2^{p}-2)}. On a alors {\displaystyle p} divise {\displaystyle 1}, ce qui est absurde. Il n'existe donc pas de nombre de Poulet de la forme {\displaystyle 2p} avec {\displaystyle p} premier, et a fortiori pas de supernombre de Poulet pair.